# AP Tourism Hyderabad Open 2004
AP Tourism Hyderabad Open 2004 — жіночий професійний тенісний турнір 4-ї категорії, що проходив у рамках Туру WTA 2004. Турнір відбувся вдруге і тривав з 16 по 21 лютого 2004 року. Ніколь Пратт здобула титул в одиночному розряді.

## Переможниці та фіналістки
Одиночний розряд
- Ніколь Пратт —  Марія Кириленко, 7–6(7–3), 6–1

Парний розряд
- Лізель Губер /  Саня Мірза —  Лі Тін /  Сунь Тяньтянь, 7–6(7–1), 6–4

## Учасниці

### Сіяні пари
| Сіяна | Країна     | Ім'я                |
| ----- | ---------- | ------------------- |
| 1     | Японія     | Обата Саорі         |
| 2     | Франція    | Маріон Бартолі      |
| 3     | Таїланд    | Тамарін Танасугарн  |
| 4     | Австралія  | Ніколь Пратт        |
| 5     | Хорватія   | Єлена Костанич      |
| 6     | КНР        | Чжен Цзє            |
| 7     | Італія     | Марія Елена Камерін |
| 8     | Словаччина | Lubomira Kurhajcova |

### Інші учасниці
Учасниці, що потрапили в основну сітку завдяки вайлдкард
- Іша Лахані
- Саня Мірза

Учасниці, що пройшли через кваліфікаційну сітку
- Анкіта Бгамбрі
- Шахар Пеєр
- Барбара Шварц
- Нега Уберой